# Rodolfo Filemon
Rodolfo Filemon de Oliveira da Silva, noto semplicemente come Rodolfo Filemon (São Simão, 29 agosto 1994), è un calciatore brasiliano, difensore dell'Itabirito.

## Caratteristiche tecniche
È un difensore centrale.

## Carriera
Cresciuto nel settore giovanile del São Carlos, ha trascorso i primi anni di carriera giocando prevalentemente nei campionati statali. Nel 2019 ha disputato un'annata da protagonista con il Paraná, giocando 34 incontri in Série B e guadagnandosi la chiamata del Coritiba, neopromosso in Série A in vista del 2020. Ha debuttato nel Brasileirão il 9 agosto in occasione del match contro l'Internacional perso per 1-0.